# Freundschaftsbild
Freundschaftsbild ist ein 1952 von Klaus Lankheit geprägter kunsthistorischer Begriff für einen Bildtyp in der Kunst und bezeichnet die Darstellung von Freundschaft in einem Bild. Zumeist handelt es sich dabei um Doppel- und Gruppenporträts befreundeter Künstler, seltener um eine Allegorie. Im erweiterten Sinn wird auch ein Einzelporträt eines befreundeten Menschen (Freundesbild) als Freundschaftsbild bezeichnet. Grenzen zu anderen Bildtypen, etwa dem Familienbild und dem Atelierbild, sind fließend und überschneidend. Eine Hochblüte erfuhr der Bildtyp auf der Grundlage eines literarischen Freundschaftskults des 18. Jahrhunderts in der Malerei der Romantik.

## Geschichte
In der bildenden Kunst – etwa in Malerei, Bildhauerei und Fotografie – kann eine Freundschaftsbeziehung zwischen Menschen beispielsweise durch Doppel- und Gruppenporträts zum Ausdruck gebracht werden. Sinnbildlich bzw. ikonografisch können Freundschaften auch in anderen Bildtypen ausgedrückt werden, etwa in Allegorien, in Historienbildern und Stillleben. Im Alltagsleben begegnen uns Freundschaftsbilder vor allem in privaten Fotoalben und privaten Bilddatenbanken.

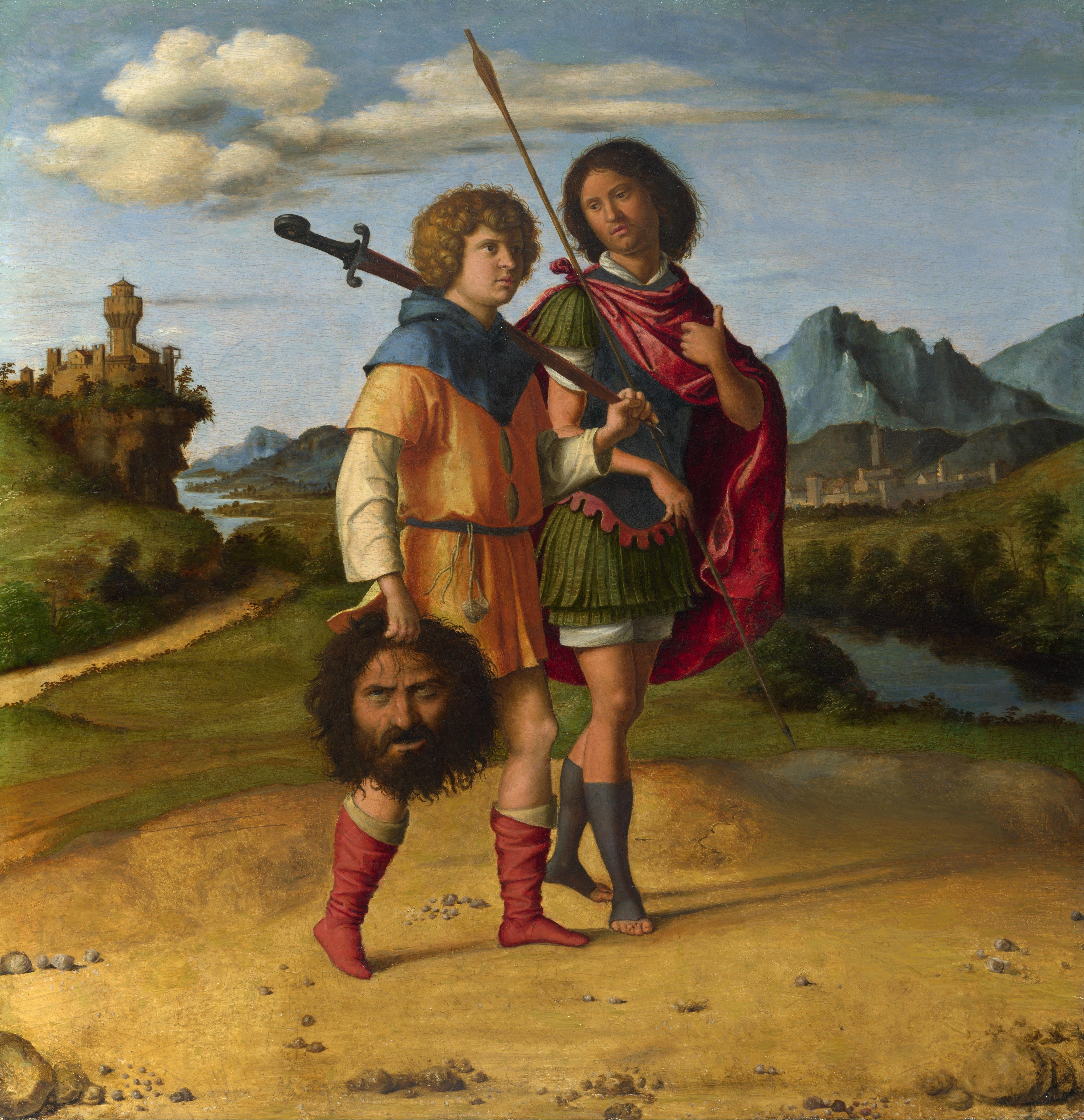
Giovanni Battista Cima: David und Jonathan, 1505/1510, National Gallery London – Darstellung der Freundschaft zwischen David und Jonatan in einem Historienbild der Renaissance

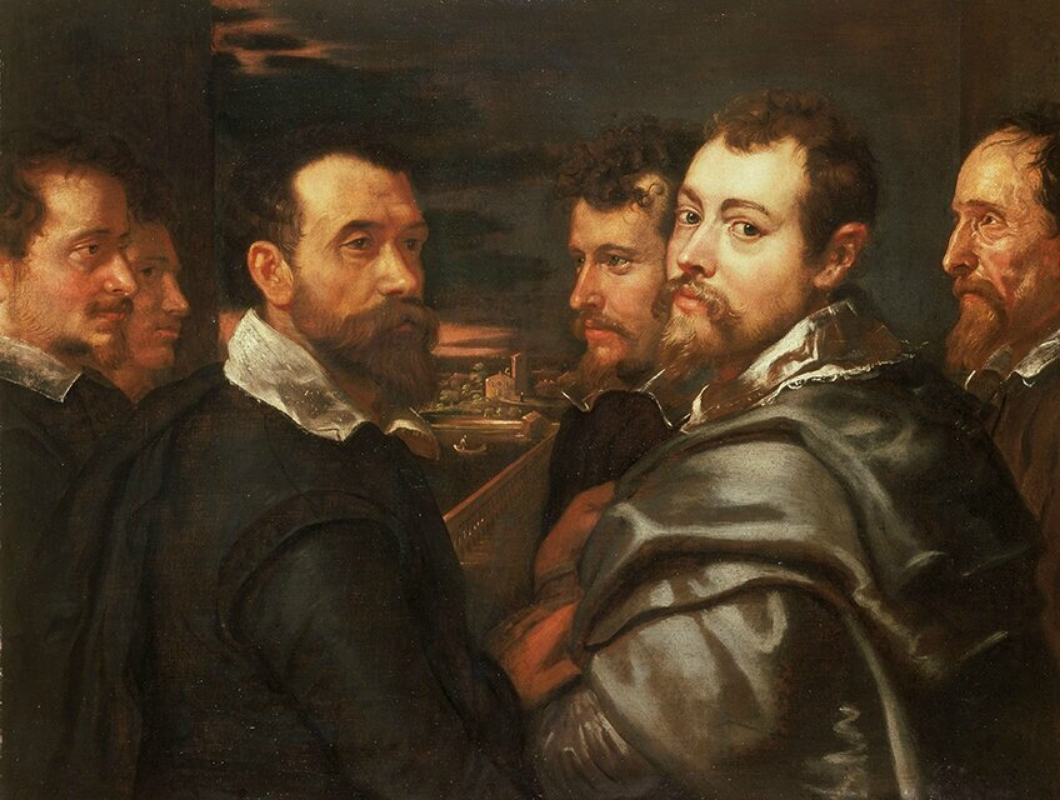
Peter Paul Rubens: Selbstporträt in einem Kreis von Freunden in Mantua, 1602, Wallraf-Richartz-Museum & Fondation Corboud – Freundschaftsbild des Barock

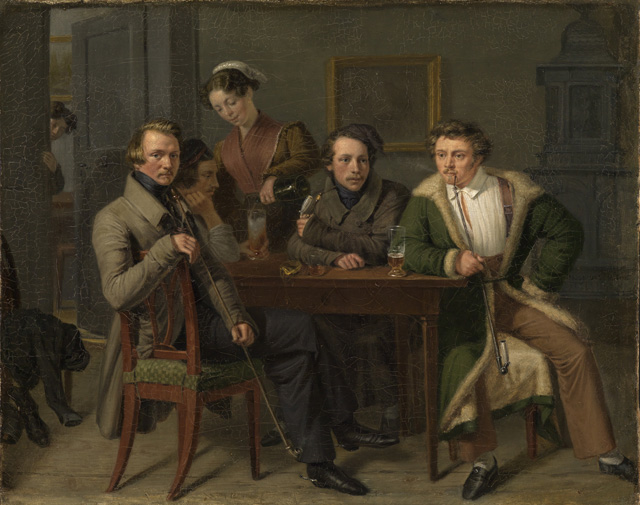
Friedrich Mosbrugger: Der Architekt Friedrich Eisenlohr im Kreis seiner Freunde, 1829, Staatliche Kunsthalle Karlsruhe – Freundschaftsbild des 19. Jahrhunderts

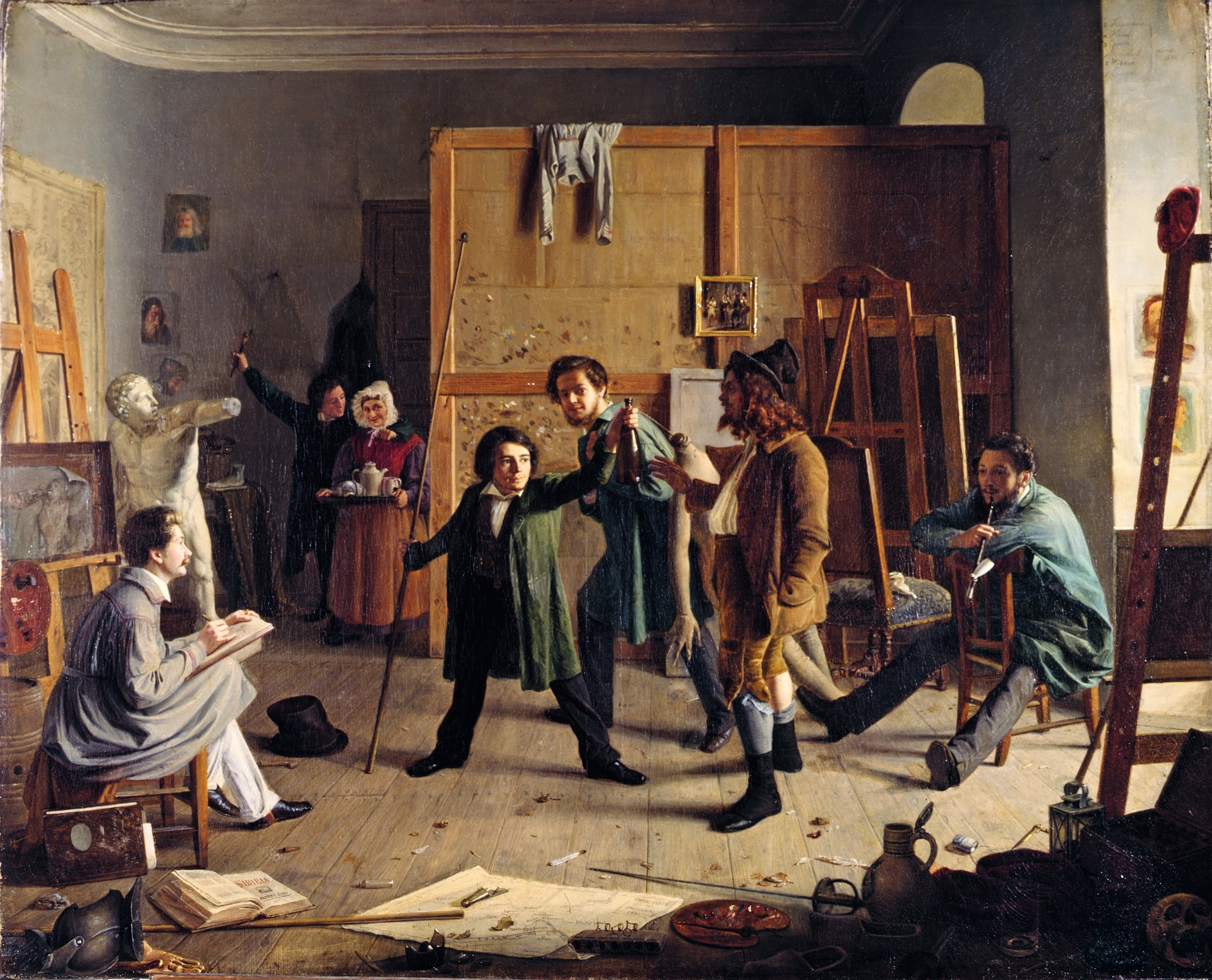
Johann Peter Hasenclever: Atelierszene, 1836, Museum Kunstpalast Düsseldorf – ironisches Genre- und Freundschaftsbild des 19. Jahrhunderts

Der Topos der Freundschaft soll nach Lankheit künstlerisch bereits im 12. Jahrhundert in Form der Personifikation einer Amicitia im Bildprogramm des Archivoltenkranzes am linken Nordportal der Kathedrale von Chartres behandelt worden sein. In der Renaissance empfahl Cesare Ripa in seinem bebilderten Wörterbuch Iconologia die Freundschaft durch eine immergrüne Myrte zu versinnbildlichen. Künstler der Renaissance wählten hierzu manchmal die Darstellung einer barfüßigen Frauengestalt, die ihre linke Brust entblößt und auf ihr Herz deutet. Auch finden sich in dieser Zeit Darstellungen mythischer Freundschaftspaare, die durch Gesten wie Umarmungen, Küsse, Handreichungen und Treueschwüre ihre Freundschaft ausdrücken. Giovanni Battista Cima gelang es seinerzeit, die in der Bibel geschilderte Freundschaft zwischen David und Jonatan (1 Sam 20,8 ) in einer neuen Bildschöpfung durch Blick und Körperhaltung Jonatans manieristisch und humanistisch zu betonen. Quentin Massys drückte die Freundschaft zwischen Erasmus von Rotterdam und Pieter Gilles (1486–1533) zu Thomas Morus in der Form korrespondierender Freundesbilder aus, die er Morus zusandte. Albrecht Dürer verewigte seine Freundschaft mit dem Humanisten Conrad Celtis, indem er sich und Celtis als Paar inmitten der Marter der zehntausend Christen abbildete. Peter Paul Rubens porträtierte sich und seinen Bruder Philip um 1602 im Kreise der Freunde Justus Lipsius, Frans Pourbus der Jüngere und Caspar Schoppe.
In der europäischen Aufklärung erlangte das im Humanismus entwickelte Konzept der Freundschaft durch die Tendenz der Empfindsamkeit einen besonderen Auftrieb. Es entstand ein „Kult der Freundschaft“, der sich in literarischen und gelehrten Kreisen bis in die Zeit der Romantik in Form von Freundschaftszirkeln, Freundschaftsbriefen, Briefromanen, Lyrik, Freundschaftstempeln und Freundschaftsdenkmälern Bahn brach. Offen, innig und überschwänglich wurde in einem neuen Bewusstsein von Konzepten wie Seele und Persönlichkeit über Gefühle und Empfindungen gesprochen und Freundschaftsrituale entwickelt. Unter Künstlern bildeten sich enge Gemeinschaften, die sich mit idealistischem Eifer den Leitbildern der Brüderlichkeit und Seelenverwandtschaft widmeten. In diesem Geist formierten sich etwa die Nazarener als „Lukasbrüder“ in Rom. Als gemeinsame Vorbilder erhoben sie bestimmte Künstler zu Leitfiguren, die sie als Genies idealisierten. Unter ihnen gelangte das der Erinnerung und der Bekräftigung der Freundschaft dienende Bildnis als Kunstform zu einer Hochblüte. Lankheit stellte beispielhaft Friedrich Overbeck und Franz Pforr als Künstler des romantischen Freundschaftsbildes besonders heraus. In der Düsseldorfer Malerschule dokumentierte Friedrich Boser Künstlerfreundschaften durch Freundesbilder, die zu „Freundschaftsgalerien“ zusammengefügt wurden, während der Genremaler Johann Peter Hasenclever in seiner Atelierszene sich inmitten einer freundschaftlich verbundenen akademischen Künstlergruppe ironisch darstellte. Bis in die Moderne versuchten verschiedene Künstler das Motiv der Freundschaft durch neue Bildfindungen auszudrücken, etwa auch im Bereich der Fotografie.

## Beispiele

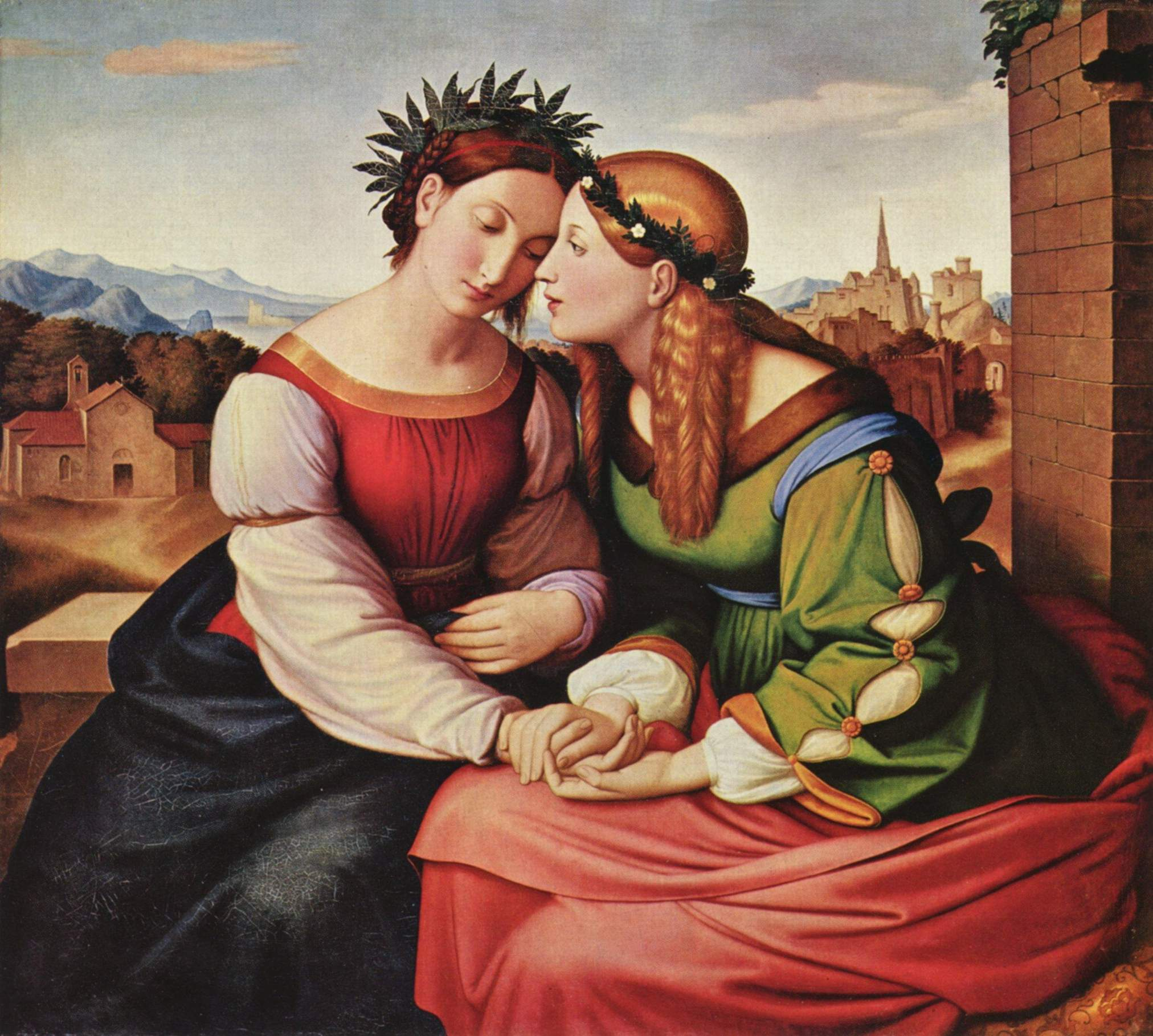
Friedrich Overbeck: Italia und Germania, 1811–1828, Neue Pinakothek München – allegorisches Freundschaftsbild
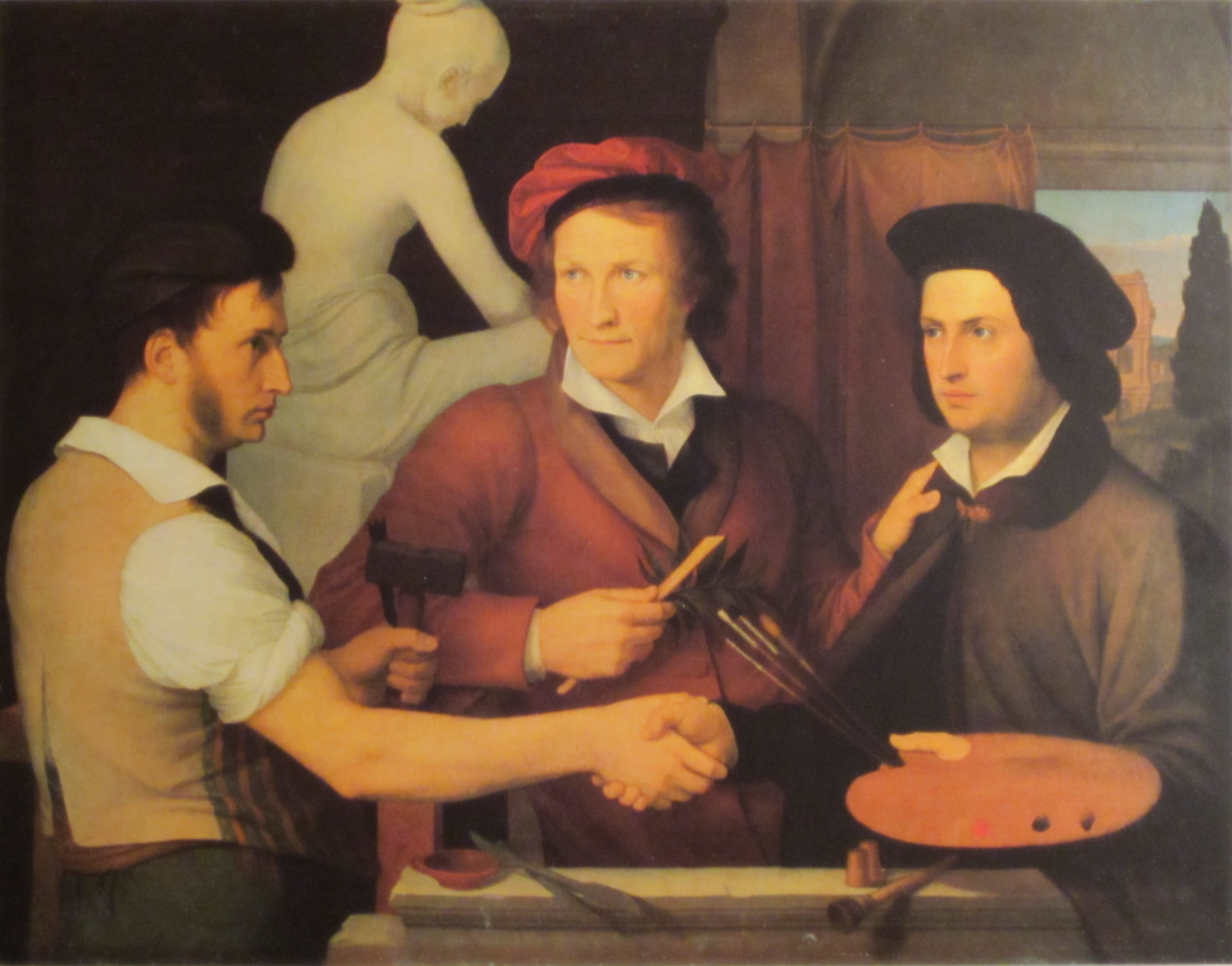
Wilhelm Schadow: Die Brüder Schadow mit dem Bildhauer Thorvaldsen, 1815, Nationalgalerie Berlin – programmatisches Freundschaftsbild
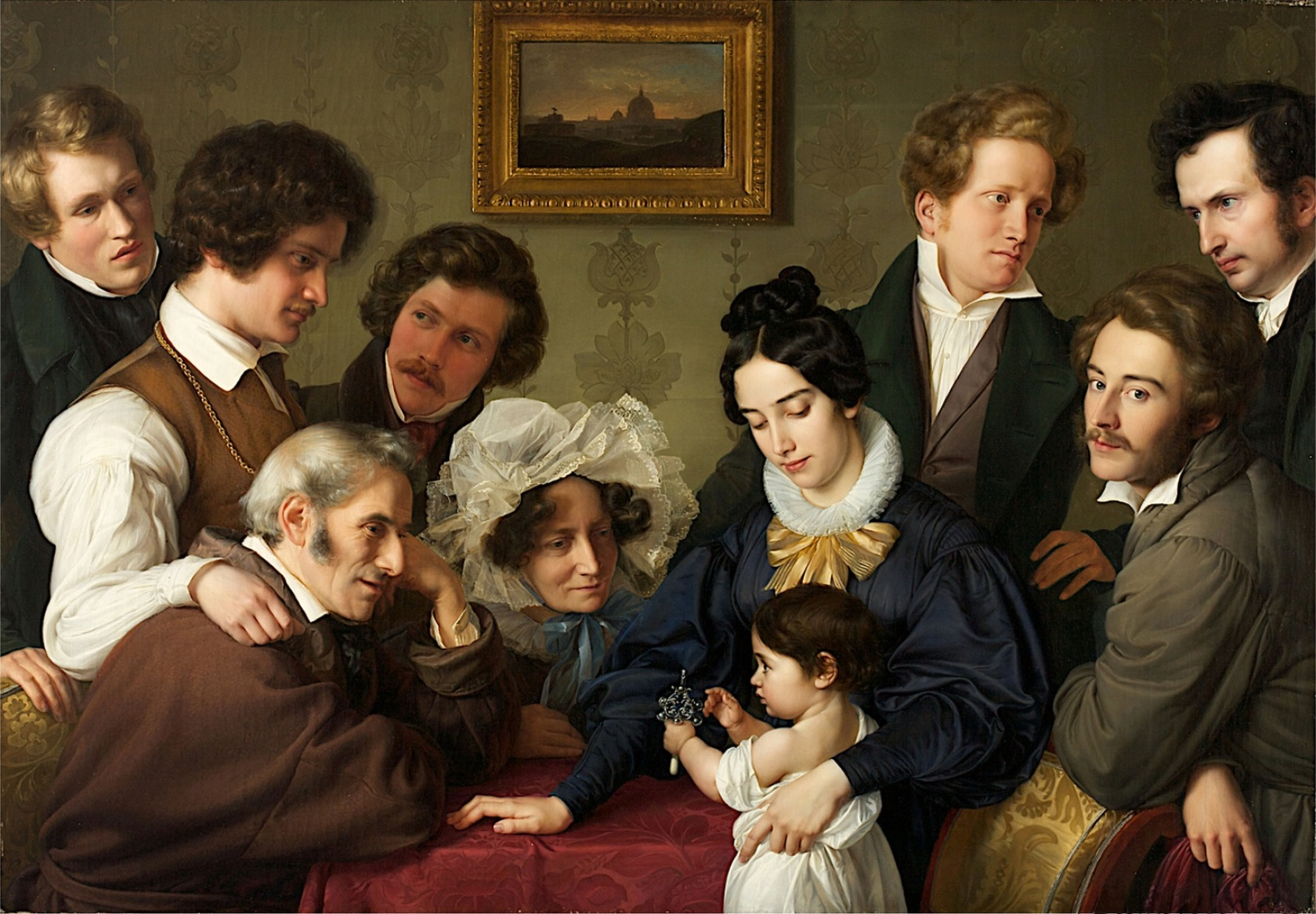
Julius Hübner, Eduard Bendemann, Theodor Hildebrandt, Karl Ferdinand Sohn, Wilhelm Schadow: Der Schadow-Kreis, 1830/1831, Museum Kunstpalast Düsseldorf – Familien- und Freundschaftsbild
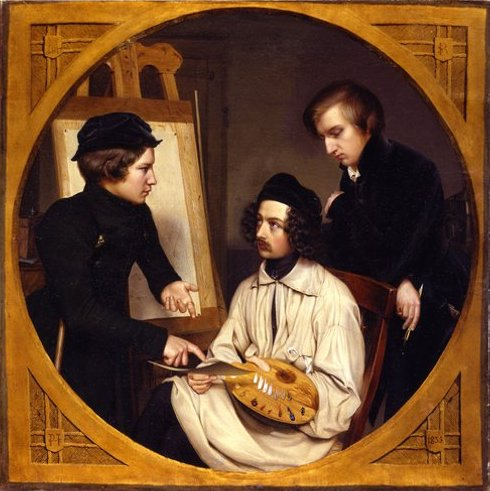
Philipp Hoyoll, Raphael Schall, Amand Pelz: Drei schlesische Maler, 1835, Nationalgalerie Berlin – Freundschafts- und Atelierbild
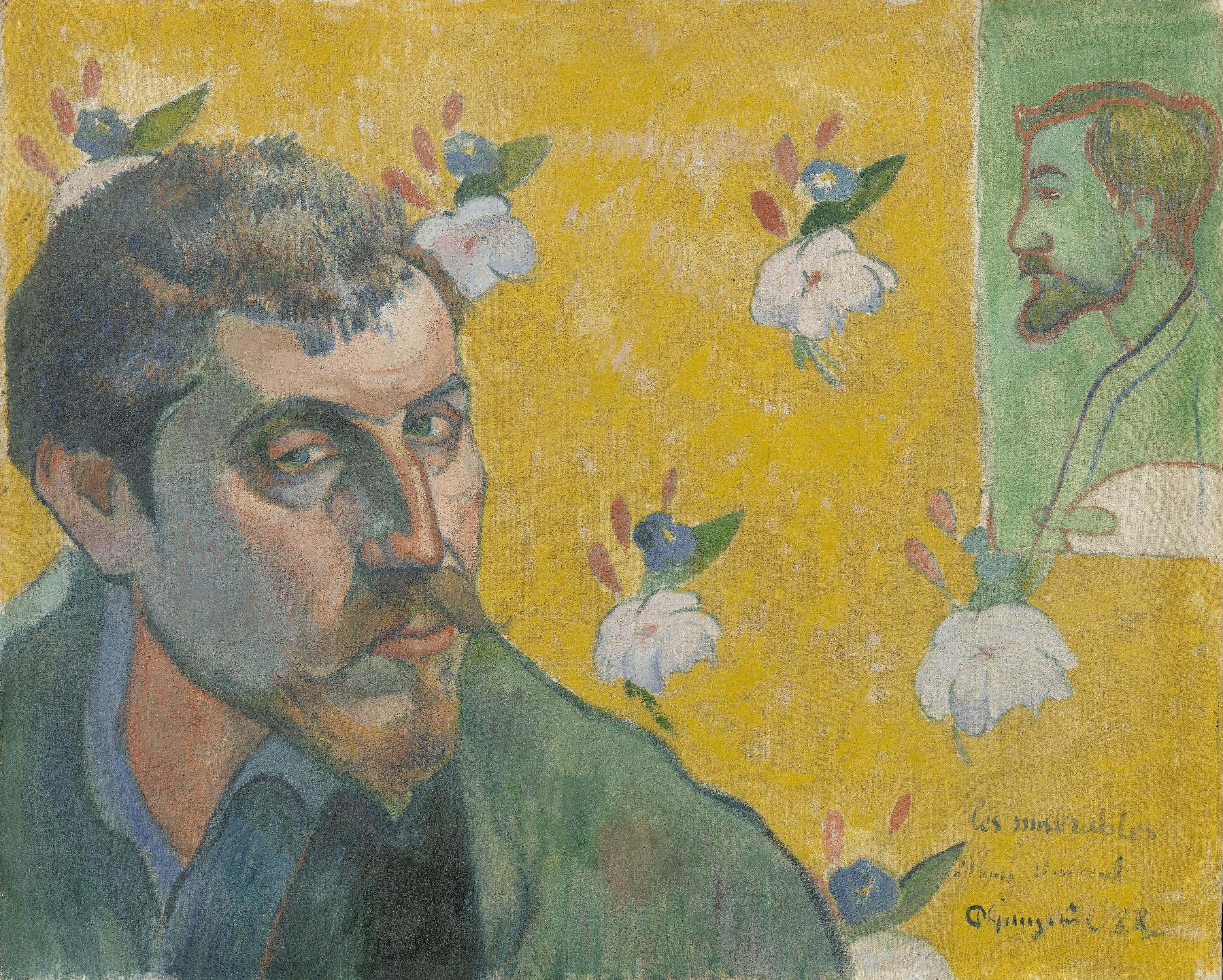
Paul Gauguin: Selbstporträt „Les Miserables“, 1888, Van Gogh Museum Amsterdam – korrespondierendes Selbstporträt und Freundschaftsbild mit Porträt von Émile Bernard für Vincent van Gogh
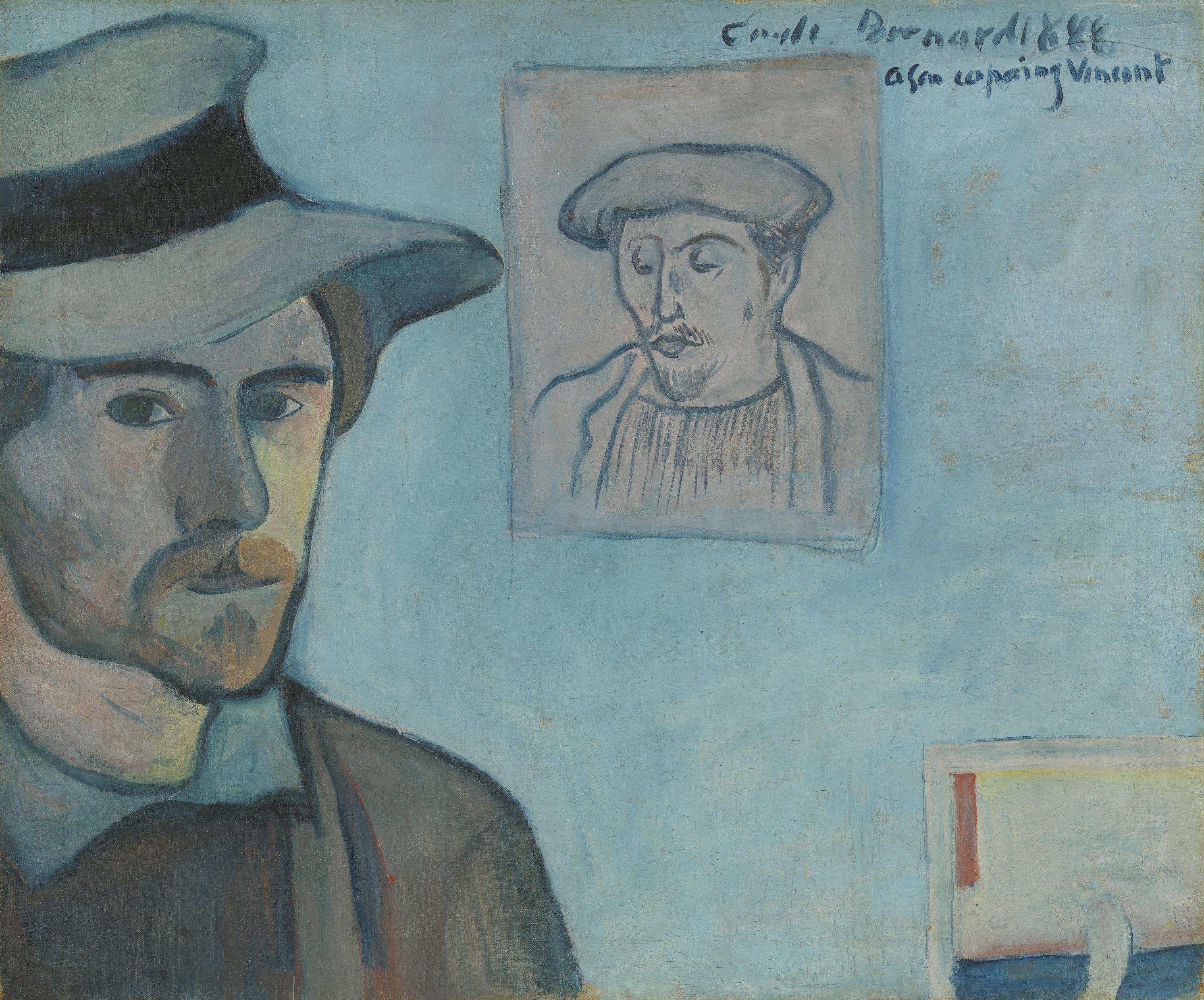
Émile Bernard: Selbstporträt mit Porträt von Paul Gauguin, 1888, Van Gogh Museum Amsterdam – korrespondierendes Selbstporträt und Freundschaftsbild
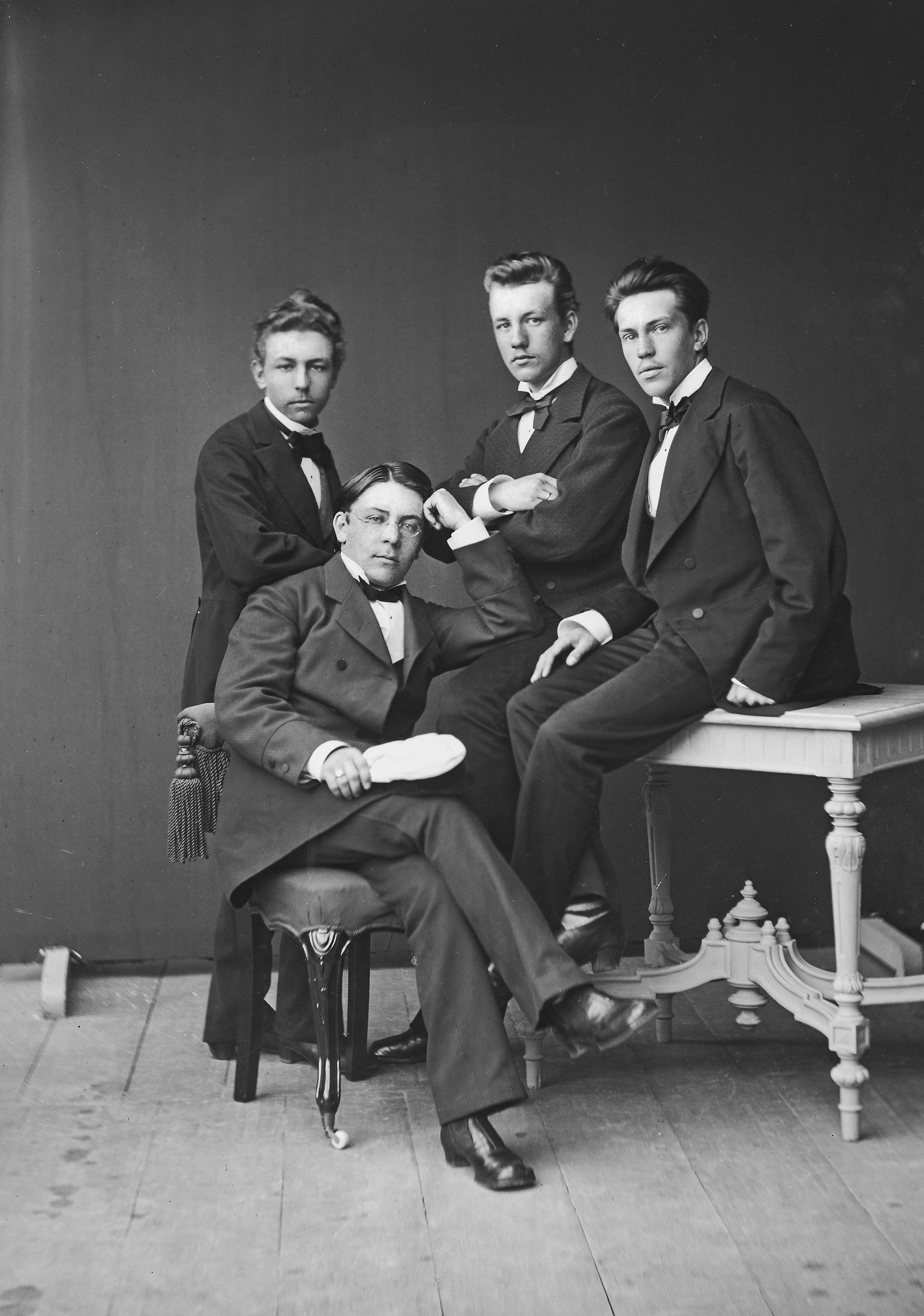
Daniel Nyblin: Robert Emil Westerlund mit Freunden, 1877 – Freundschaftsbild in der Fotografie
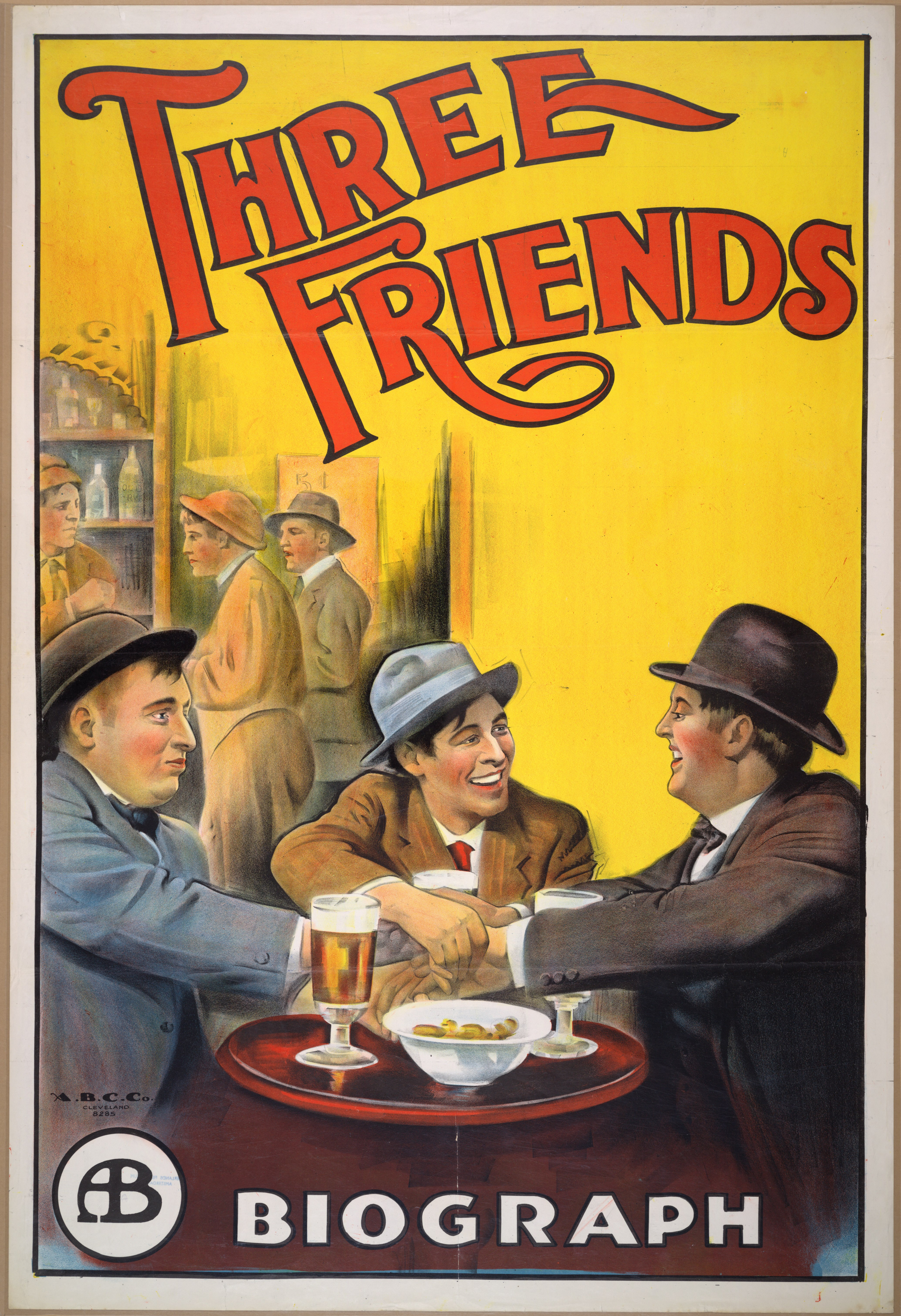
Three Friends, 1913 – Freundschaftsbild in der Plakatkunst (Biograph-Kinoplakat)
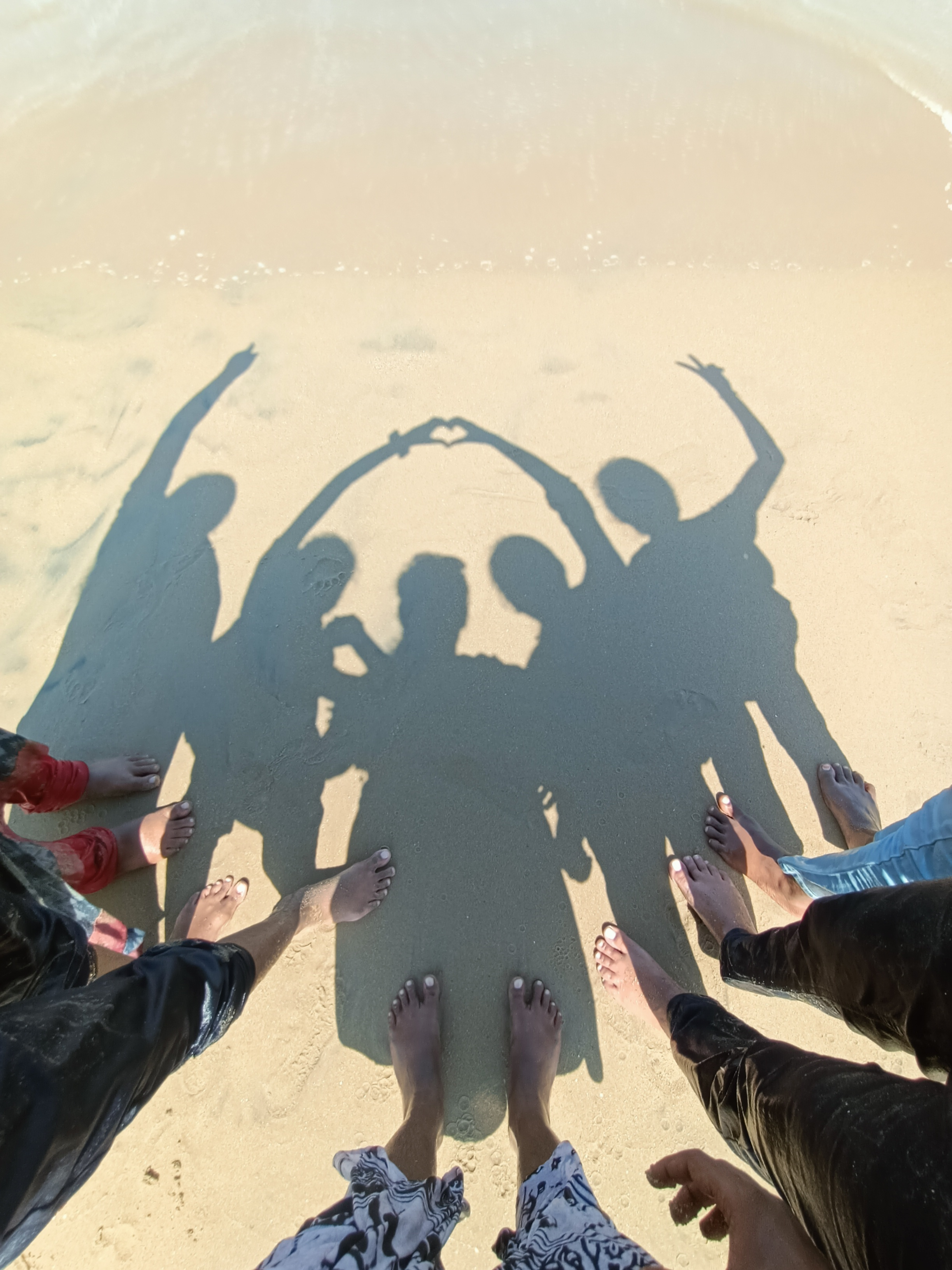
Memorable day in Cuddalore, 2022 – anonymes Freundschaftsbild der zeitgenössischen Fotografie